# Lewis L. Walker
Lewis Leavell Walker (* 15. Februar 1873 in Lancaster, Garrard County, Kentucky; † 30. Juni 1944 ebenda) war ein US-amerikanischer Politiker. Zwischen 1929 und 1931 vertrat er den Bundesstaat Kentucky im US-Repräsentantenhaus.

## Werdegang
Nach der Lancaster Academy und dem Garrard College studierte Lewis Walker an der Central University in Richmond. Nach einem anschließenden Jurastudium und seiner 1894 erfolgten Zulassung als Rechtsanwalt begann er in Lancaster in diesem Beruf zu arbeiten. Außerdem stieg er in das Bankgewerbe ein. Im Jahr 1901 wurde Walker Staatsanwalt im Garrard County. Zwischen 1907 und 1910 war er juristischer Vertreter seiner Heimatstadt Lancaster. Außerdem fungierte er von 1908 bis 1915 als Kurator der University of Kentucky in Lexington. In den Jahren 1910 und 1911 war er Richter im 13. Gerichtsbezirk seines Heimatstaates. Danach praktizierte er wieder als Rechtsanwalt.
Politisch wurde Walker Mitglied der Republikanischen Partei. Bei den Kongresswahlen des Jahres 1928 wurde er im achten Wahlbezirk von Kentucky in das US-Repräsentantenhaus in Washington, D.C. gewählt, wo er am 4. März 1929 die Nachfolge des Demokraten Ralph Waldo Emerson Gilbert antrat, den er bei der Wahl geschlagen hatte. Da er im Jahr 1930 nicht mehr kandidierte, konnte er bis zum 3. März 1931 nur eine Legislaturperiode im Kongress absolvieren. Danach fiel sein Mandat wieder an Gilbert.
Nach seinem Ausscheiden aus dem US-Repräsentantenhaus arbeitete Lewis Walker wieder als Anwalt. Politisch ist er nicht mehr in Erscheinung getreten. Er starb am 30. Juni 1944 in seinem Geburtsort Lancaster und wurde dort auch beigesetzt.